# Holeszów (Polska)
Holeszów (język poleski: Голешoвo) – wieś w Polsce, położona w województwie lubelskim, w powiecie włodawskim, w gminie Hanna.
Na terenie wsi utworzono dwa sołectwa o nazwach Holeszów i Holeszów PGR. Według Narodowego Spisu Powszechnego z roku 2011 wieś liczyła 438 mieszkańców.

## Części wsi
| SIMC    | Nazwa       | Rodzaj    |
| ------- | ----------- | --------- |
| 0012262 | Kuczyny     | część wsi |
| 0012279 | Leszczyce   | część wsi |
| 0012285 | Studzienice | część wsi |
| 0012300 | Worłyszcze  | część wsi |

## Historia
Historyk Artur Bata w publikacji pt. Bieszczady w ogniu z 1987, zarzucił Hieronimowi Dekutowskiemu współdziałanie z resztkami sotni „Daniliw” Ukraińskiej Powstańczej Armii (UPA) podczas ataku na wsie Janówka i Holeszów w powiecie włodawskim.
We wsi znajduje się kaplica rzymskokatolicka podlegająca  parafii Narodzenia Najświętszej Maryi Panny w Motwicy, parafialna cerkiew prawosławna św. Michała Archanioła oraz cmentarz prawosławny. Od 2016 w miejscowości działa prawosławny żeński Dom Zakonny św. Mikołaja Cudotwórcy (od 2019 r. jest to skit filialny monasteru Opieki Matki Bożej w Turkowicach).
Pierwsza cerkiew w Holeszowie pochodziła z przełomu XVII i XVIII w. Została wzniesiona jako unicka, w 1875 została zmieniona na prawosławną. Budynek spłonął w czasie I wojny światowej, gdy prawosławni mieszkańcy wsi wyjechali na bieżeństwo. Ocalała jedynie dzwonnica, do której w 1927 dostawiono przybudówkę, tworząc nową cerkiew. Została ona zburzona w czasie akcji rewindykacyjno-polonizacyjnej 1938. Obecna murowana cerkiew została zbudowana w 1983 na miejscu zburzonej.  
W latach 1975–1998 miejscowość administracyjnie należała do województwa bialskopodlaskiego.